# Kanalschubschiff Typ 190 Z (KSS 23)
Das Kanalschubschiff Typ 190 Z (KSS 23), auch kurz KSS 23 genannt, ist ein Schubboottyp der DDR-Binnenschifffahrt und wurde von 1964 bis 1966 auf der Schiffswerft in Roßlau gebaut. Vorausgegangen waren umfangreiche Erprobungen des Prinzips der Schubschifffahrt mit vorhandenen umgebauten Schleppern und anderen Motorschiffen. Der Stapellauf des ersten Erprobungsbootes erfolgte unter der vorläufigen firmeninternen Registriernummer Sch-149. Seine Indienststellung erfolgte im September 1963.

## Geschichte
Die Serienfertigung der Kanalschubschiffe begann Ende 1964 auf der Roßlauer Schiffswerft. Der erste Stapellauf fand am Silvestertag statt. Mit der Privatisierung des Unternehmens nach 1990 wurden einige Schiffe veräußert bzw. ausgeflaggt. Der überwiegende Teil der Schiffe ist in Fahrt. Einige wurden durch Privatleute zu Wohnschiffen umgebaut.

## Entwurf und Bau

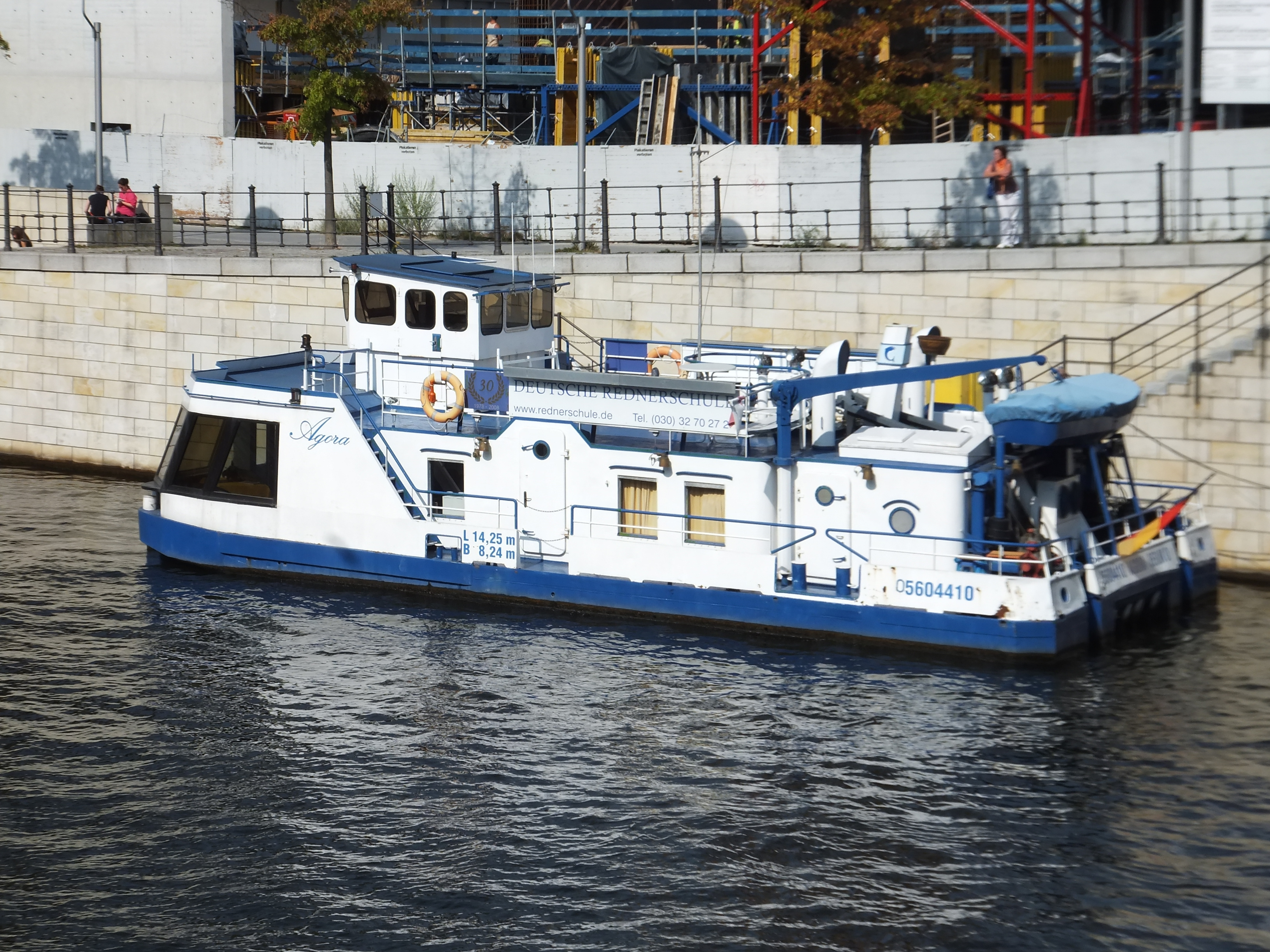
Kanalschubschiff Typ 190 Z (KSS 23)
(nach Umbau zum Veranstaltungsschiff)

Der Schiffskörper ist in Pontonform gefertigt und durch zwei Schotten in drei wasserdichte Abteilungen unterteilt. Die Aufbauten sind fest mit dem Schiffskörper verschweißt. Im vorderen Bereich, verbunden durch einen beidseitig begehbaren Quergang, befindet sich der Wohnbereich für die Besatzung. Auf der Steuerbordseite liegt die Küche mit Vorratsraum, auf der Backbordseite das Bad mit Dusche und WC. Ebenfalls vom Quergang zu betreten, mittig angeordnet, liegt der Heizraum für die Zentralheizung an Bord. Der achtere Maschinenraum ist ebenfalls durch beidseitig angeordnete Schotten zu erreichen.
Insgesamt liefen in Roßlau 74 Schuber vom Stapel. Fünf nur für Erprobungszwecke gebaute Schiffe wurden wieder abgebrochen, 69 in den Flottenbestand des VEB Deutsche Binnenreederei übernommen. Die Schiffe sind 14,00 Meter lang, 8,16 Meter breit und haben einen durchschnittlichen Tiefgang von 1,00 Meter. Die Seitenhöhe beträgt 1,60 Meter und die Gesamthöhe 3,95 Meter. Bei normalen Wasserständen waren die Fahrzeuge damit auf nahezu allen Wasserstraßen in der DDR und Berlin einsetzbar. Als Hauptmaschine wurden werftmäßig zwei Sechszylindermotoren 6 KVD 14,5 von SKL mit 204 PS eingebaut. Inzwischen wurden jedoch einige Hauptmotoren und Hilfsmaschinen durch andere Fabrikate ersetzt. Die Schubschiffe erreichen im Schubverband eine Reisegeschwindigkeit von 10,00 km/h. Die Schubboote waren ursprünglich für die Schubschifffahrt mit zwei Prähmen von je 32,00 Metern Länge auf maximal 2,00 Meter Tiefgang abgeladen auf strömungsarmen Wasserstraßen vorgesehen. Die Schiffe gehörten nach Indienststellung zum VEB Binnenreederei Berlin in der DDR und hatten die Registernummer SCH 23XX.

## Technik

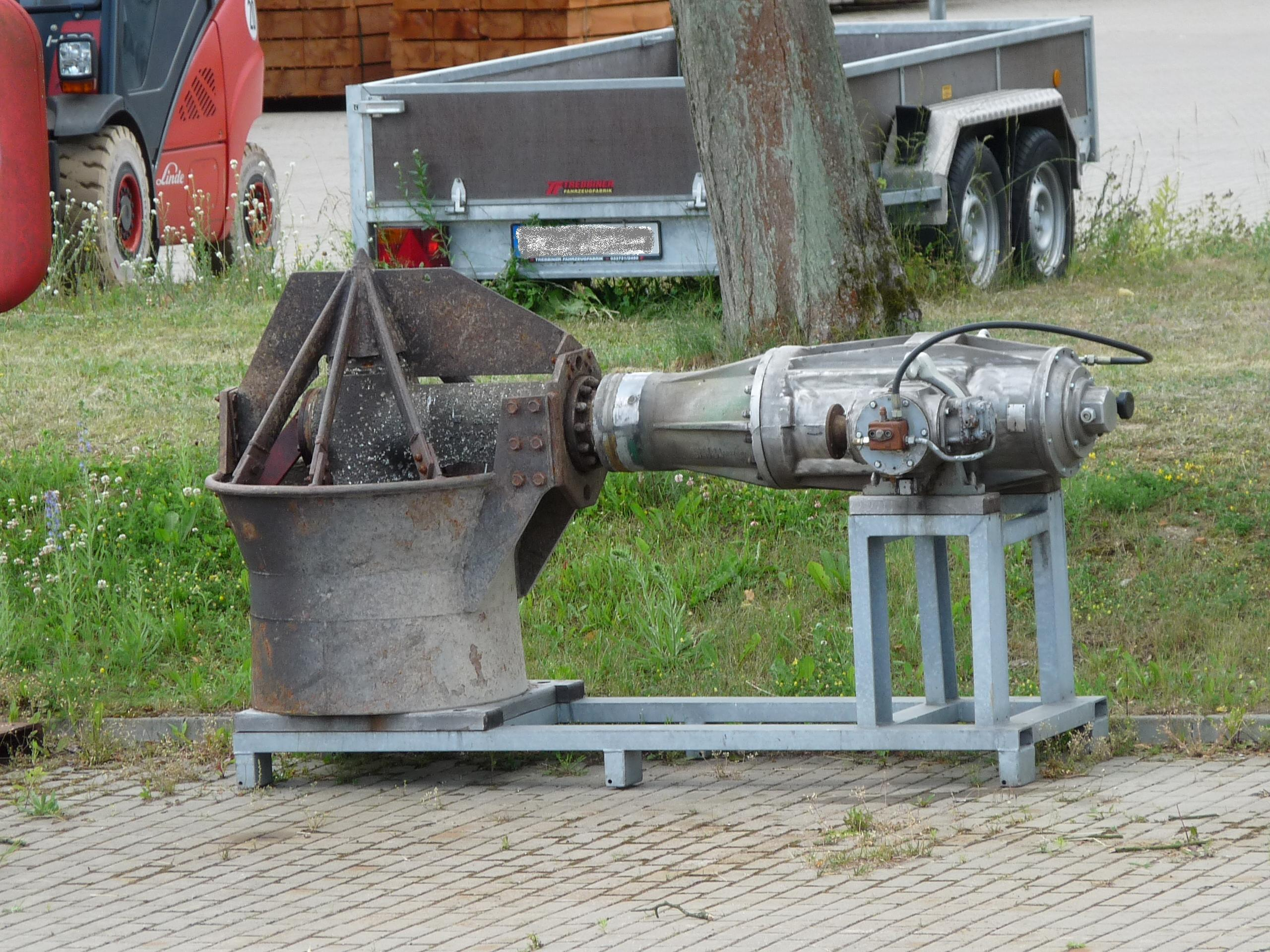
Abgelegter Z-Antrieb

Die in der DDR als Z-Antrieb bezeichnete Antriebsanlage wurde 1956 von der Firma Göbel und Preller aus Dresden entwickelt. Über Kardanwellen und schrägverzahnte Kegelräder wird die Motorleistung auf den Propeller in der Kortdüse übertragen. Die Kortdüse ist um 360 Grad drehbar.